# Satoši Jamaguči (1959)
Satoši Jamaguči (japonsko 山口 悟), japonski nogometaš, 1. avgust 1959.
Za japonsko reprezentanco je odigral eno uradno tekmo.